# Rufino Cano de Rueda
Rufino Cano de Rueda (Pedrajas de San Esteban, 1868 – Segovia, 10 de enero de 1942) fue un periodista y político español. Abogado de profesión, fue elegido varias veces senador y diputado en Cortes generales.

## Biografía
Nacido en Pedrajas de San Esteban en 1868, realizó estudios de derecho en la Universidad de Valladolid. Con posterioriodad se trasladaría a la provincia de Segovia, donde abrió un bufete de abogado. Tras adquirir el semanario El Adelantado, en 1901, transformó este en el diario El Adelantado de Segovia, periódico del cual sería director-propietario.
En 1922 fue nombrado Inspector general de Primera enseñanza.
Senador del Reino durante el periodo de la Restauración, también sería decano del Colegio de abogados de Segovia y presidente de la Cámara de Comercio e Industria de Segovia. Continuaría con su carrera política tras la proclamación de la Segunda República. En las elecciones a Cortes Constituyentes de 1931 presentó candidatura independiente por la circunscripción de Segovia y logró obtener escaño, el cual logró revalidar durante los comicios de 1933 y 1936.
Falleció en Segovia en 1942, a los 74 años de edad.